# 요네즈 레이미
요네즈 레이미(일본어: 米津 れいみ よねづ れいみ[*], 1992년 6월 7일 - )는 일본의 배우이다. 전 다카라즈카 가극단 호시구미 남역이다.
오사카부 사카이시, 테즈카야마가쿠인 중학교 출신이다. 키 168.5cm, 혈액형 AB형, 애칭은 "TAKUTY"이다. 재단 시절의 예명은 타쿠토 레이(拓斗れい)이다.
소속사는 스타더스트 프로모션이다.

## 약력
2008년, 다카라즈카 음악학교에 입학하였다.
2010년, 다카라즈카 가극단 96기생으로 입단. 입단 시 성적은 34등. 츠키구미 공연 『THE SCARLET PIMPERNEL』을 타쿠토 레이(拓斗れい)로써 초무대. 그 후, 호시구미에 배속되었다.
2021년 5월 23일, 「로미오와 줄리엣」 도쿄 공연 천추락을 기해, 다카라즈카 가극단을 퇴단하였다.
퇴단 후에는 스타더스트 프로모션 소속이 되어, 요네즈 레이미(米津れいみ)로 예명을 바꾼 후, 예능 활동을 재개하였다.